# Euschemon rafflesia
Euschemon rafflesia (Macleay, 1826) è un lepidottero appartenente alla famiglia Hesperiidae, endemico dell'Australia. È l'unico membro del genere Euschemon Doubleday, 1846 e della sottofamiglia Euschemoninae Kirby, 1897.

## Descrizione

### Adulto
È una farfalla gialla e nera con il lato inferiore delle ali che presenta una colorazione tendente più al bianco-crema. L'apice dell'addome è di colore rosso vivo e le antenne terminano con una estremità sottile e curva. Il maschio è caratterizzato da un sistema di aggancio delle ali simile a quello delle falene. Il volo è rapido e ha un andamento ballonzolante che rende la specie facilmente riconoscibile. In posizione di riposo mantiene le ali distese. L'apertura alare può misurare dai 4,5 ai 6 cm.

### Larva
La larva ha abitudini notturne; è tozza e di colore grigio-verdastro o blu e presenta dietro al capo due strisce nere con sfumature tendenti al rosso.

## Biologia
L'adulto ha abitudini diurne e il periodo di massima attività si ha in corrispondenza delle ore più soleggiate.

## Distribuzione e habitat
È diffusa nell'Australia orientale, precisamente nelle foreste del Queensland e del Nuovo Galles del Sud.

## Tassonomia
Questa specie un tempo era inclusa nella tribù Tagiadini, appartenente alla sottofamiglia Pyrginae. Tuttavia, essendone piuttosto distinta, è stata inserita nella sottofamiglia monospecifica degli Euschemoninae, seguendo la proposta del 1827 dell'entomologo William Forsell Kirby.